# Cubaris pronyensis
Cubaris pronyensis is een pissebed uit de familie Armadillidae. De wetenschappelijke naam van de soort is voor het eerst geldig gepubliceerd in 1926 door Verhoeff.